# Raphidia mysia
Raphidia mysia är en halssländeart som beskrevs av H. Aspöck et al. 1991. Raphidia mysia ingår i släktet Raphidia och familjen ormhalssländor. Inga underarter finns listade i Catalogue of Life.